# Star Lake (Nowy Jork)
Star Lake – jednostka osadnicza w Stanach Zjednoczonych, w stanie Nowy Jork, w hrabstwie St. Lawrence.